# Fredesdorf
Fredesdorf er en by og en kommune i det nordlige Tyskland, beliggende i Amt Leezen under Kreis Segeberg. Kreis Segeberg ligger i den sydøstlige del af delstaten Slesvig-Holsten.

## Geografi
Fredesdorf ligger omkring 8 km sydvest for Bad Segeberg i geesten. Mod nord går bundesstraße B 206 fra Bad Segeberg mod Bad Bramstedt og mod sydøst går B 432 fra Bad Segeberg mod Norderstedt.
Landsbyen ligger i et hede- og moselandskab, oprindeligt domineret af fårehold.